# Marc Lalonde
Marc Lalonde (ur. 26 lipca 1929 w Notre-Dame-de-l’Île-Perrot, zm. 6 maja 2023) – minister zdrowia i opieki społecznej Kanady. W 1974 opublikował raport „A New Perspective on the Health of Canadians”, w którym przedstawił koncepcję „pól zdrowia”. Oficer Orderu Kanady